# Abigail Cowen

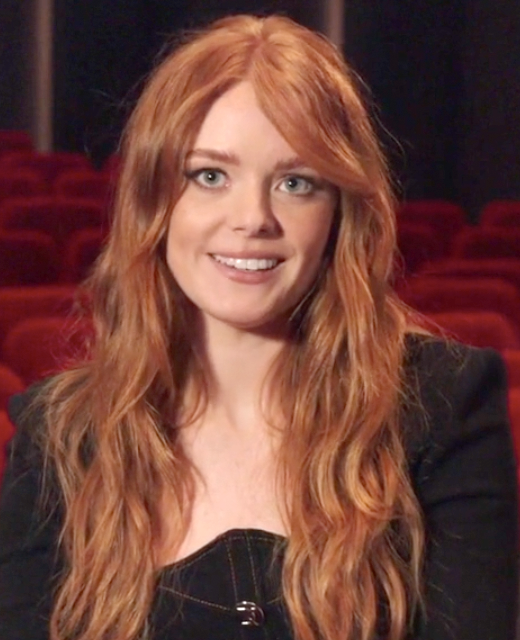
Abigail Cowen, 2021

Abigail Frances Cowen (* 18. März 1998 in Gainesville, Florida) ist eine US-amerikanische Schauspielerin.

## Leben
Cowen wuchs auf einer Farm in Florida auf. Nach ihrem Abschluss an der University of Florida zog Cowen nach Los Angeles, um eine professionelle Schauspielkarriere zu verfolgen.
2014 gab sie ihr Fernsehdebüt in einer Folge von Red Band Society. 2017 war sie Gast bei Stranger Things und Wisdom of the Crowd. 2018 hatte sie eine Nebenrolle in The Fosters als Eliza, die Verlobte des Hauptcharakters Brandon Foster. Sie spielte auch die Hexe Dorcas in der Netflix-Serie Chilling Adventures of Sabrina.
Am 17. September wurde verkündet, dass Cowen die Hauptrolle der Bloom in Fate: The Winx Saga, einer Real-Adaption der Zeichentrickserie Winx Club, spielen wird.
Am 2. Oktober 2021 gab die Amerikanerin durch einen Post auf Instagram indirekt bekannt, dass sie mit ihrem britischen Co-Star Danny Griffin, der die Rolle von Sky in Fate: The Winx Saga spielt, in einer romantischen Liebesbeziehung ist. Die beiden lernten sich zum ersten Mal im August/September 2019, während der Produktion von Staffel 1 von Fate kennen. Genau wie im echten Leben sind ihre Charaktere Bloom und Sky in Fate: The Winx Saga und des Cartoons Winx Club ein Paar.
In der 2022 veröffentlichten Romanverfilmung Redeeming Love übernahm sie die Hauptrolle der Sarah.

## Filmographie (Auswahl)
- 2014: Red Band Society (Fernsehserie, Folge 1x04 There's No Place Like Homecoming)
- 2017: Stranger Things (Fernsehserie, 2 Folgen)
- 2017–2018: Wisdom of the Crowd (Fernsehserie, 5 Folgen)
- 2018: The Fosters (Fernsehserie, 4 Folgen)
- 2018–2020: Chilling Adventures of Sabrina (Fernsehserie, 26 Folgen)
- 2019: The Power Couple (Fernsehserie, 5 Folgen)
- 2020: I Still Believe[7]
- 2021–2022: Fate: The Winx Saga (Fernsehserie, 13 Folgen)
- 2021: Witch Hunt
- 2022: Redeeming Love – Die Liebe ist stark (Redeeming Love)
- 2024: Electra
- 2024: Behind the Lines
- 2025: The Ritual